# حسن النية (قانون)
في قانون العقود، يعد العهد الضمني بحسن النية والتعامل العادل افتراضًا عامًا بأن أطراف العقد سوف يتعاملون مع بعضهم البعض بأمانة ونزاهة وحسن النية، حتى لا يدمر حق الطرف الآخر أو الأطراف الأخرى في الحصول على مزايا العقد. ويتم تضمينه في عدد من أنواع العقود من أجل تعزيز التعهدات أو الوعود الصريحة للعقد.
قد تنشأ الدعوى (أو سبب الدعوى) على أساس خرق العهد عندما يحاول أحد طرفي العقد المطالبة بفائدة عذر تقني لخرق العقد، أو عندما يستخدم شروطًا تعاقدية محددة بشكل منفصل من أجل رفض أداء التزاماته التعاقدية، على الرغم من الظروف العامة والتفاهمات بين الطرفين. عندما تتحرى محكمة أو محقق عقدًا، يوجد دائمًا "عهد ضمني بحسن النية والتعامل العادل" في كل اتفاقية مكتوبة.